# Campionato europeo Superstock 600 2011
Il Campionato europeo Superstock 600 del 2011 è stato la settima edizione del campionato Europeo della categoria Superstock 600. Sviluppatosi su 10 prove in totale, con inizio nei Paesi Bassi il 16 aprile e conclusione in Portogallo il 16 ottobre.
Al termine del campionato si è laureato campione europeo il pilota australiano Jed Metcher alla guida di una Yamaha YZF R6 che ha preceduto lo statunitense Joshua Day con la Kawasaki ZX-6R; al terzo posto si piazza il pilota olandese Michael van der Mark su Honda CBR600RR del team Ten Kate Junior.
Le motociclette che hanno partecipato alla competizione sono state le quattro giapponesi Yamaha YZF-R6, Honda CBR 600RR, Kawasaki ZX 6R, Suzuki GSX-R 600 e la tricilindrica britannica Triumph Daytona 675.

## Calendario
| Nº | Data         | Gran Premio | Circuito         | Pole Position        | Vincitore gara       | Leader del campionato |
| -- | ------------ | ----------- | ---------------- | -------------------- | -------------------- | --------------------- |
| 1  | 16 aprile    | Paesi Bassi | Assen            | Jed Metcher          | Michael van der Mark | Michael van der Mark  |
| 2  | 7 maggio     | Italia      | Monza            | Romain Lanusse       | Romain Lanusse       | Romain Lanusse        |
| 3  | 11 giugno    | San Marino  | Misano Adriatico | Giuliano Gregorini   | Giuliano Gregorini   | Romain Lanusse        |
| 4  | 18 giugno    | Spagna      | Aragón           | Jed Metcher          | Jed Metcher          | Romain Lanusse        |
| 5  | 9 luglio     | Rep. Ceca   | Brno             | Berardino Lombardi   | Berardino Lombardi   | Romain Lanusse        |
| 6  | 31 luglio    | Regno Unito | Silverstone      | Michael van der Mark | Joshua Day           | Romain Lanusse        |
| 7  | 3 settembre  | Germania    | Nürburgring      | Joshua Day           | Michael van der Mark | Jed Metcher           |
| 8  | 24 settembre | Italia      | Imola            | Jed Metcher          | Joshua Day           | Jed Metcher           |
| 9  | 1º ottobre   | Francia     | Magny-Cours      | Joshua Day           | Michael van der Mark | Jed Metcher           |
| 10 | 16 ottobre   | Portogallo  | Portimão         | Romain Lanusse       | Michael van der Mark | Jed Metcher           |

## Classifica finale
| Posizione | Pilota                 | Motocicletta | Paesi Bassi (bandiera) | Italia (bandiera) | San Marino (bandiera) | Spagna (bandiera) | Rep. Ceca (bandiera) | Regno Unito (bandiera) | Germania (bandiera) | Italia (bandiera) | Francia (bandiera) | Portogallo (bandiera) | Punti |
| --------- | ---------------------- | ------------ | ---------------------- | ----------------- | --------------------- | ----------------- | -------------------- | ---------------------- | ------------------- | ----------------- | ------------------ | --------------------- | ----- |
| 1         | Jed Metcher            | Yamaha       | 3                      | 21                | 2                     | 1                 | Rit                  | 2                      | 2                   | 3                 | 2                  | 4                     | 150   |
| 2         | Joshua Day             | Kawasaki     | 9                      | 3                 | 20                    | 8                 | 2                    | 1                      | 15                  | 1                 | 3                  | 2                     | 138   |
| 3         | Michael van der Mark   | Honda        | 1                      | 10                | Rit                   | 6                 | 6                    | Rit                    | 1                   | 5                 | 1                  | 1                     | 137   |
| 4         | Romain Lanusse         | Yamaha       | 2                      | 1                 | 3                     | 2                 | Rit                  | 4                      | Rit                 | 9                 | 20                 | Rit                   | 101   |
| 5         | Dino Lombardi          | Yamaha       | 4                      | 2                 | Rit                   | 4                 | 1                    | 13                     | 13                  | 7                 | Rit                | 6                     | 96    |
| 6         | Riccardo Russo         | Yamaha       | 7                      | 5                 | Rit                   | 7                 | 7                    | 3                      | 7                   | 2                 | Rit                | 5                     | 94    |
| 7         | Gauthier Duwelz        | Yamaha       | 8                      | 13                | 5                     | 3                 | 4                    | Rit                    | 3                   | Rit               | 18                 | Rit                   | 67    |
| 8         | Tony Coveña            | Yamaha       | 18                     | 12                | Rit                   | 10                | 10                   | 8                      | 6                   | 13                | 4                  | 25                    | 50    |
| 9         | Stephane Egea          | Yamaha       | NP                     | 15                | Rit                   | 5                 | 5                    | 6                      | 10                  | Rit               | Rit                | 11                    | 44    |
| 10        | Francesco Cocco        | Yamaha       | 5                      | Rit               | Rit                   | 11                | 9                    | 12                     | 12                  | 18                | 8                  | Rit                   | 39    |
| 11        | Daniele Beretta        | Yamaha       |                        |                   |                       |                   | Rit                  | 5                      | 5                   | 10                | 6                  | Rit                   | 38    |
| 12        | Tomas Krajci           | Yamaha       | 15                     | 16                | 18                    | 16                | 3                    | Rit                    | 16                  | 12                | Rit                | 3                     | 37    |
| 13        | Giuliano Gregorini     | Yamaha       |                        | 6                 | 1                     |                   |                      |                        | Rit                 | Rit               |                    |                       | 35    |
| 14        | Alex Schacht           | Honda        | 10                     | Rit               | Rit                   | 15                | 12                   | 7                      | 4                   | 16                | 23                 | 14                    | 35    |
| 15        | Nacho Calero Pérez     | Yamaha       | 6                      | 9                 | 14                    | Rit               | 8                    | 10                     | Rit                 | 19                | 14                 | Rit                   | 35    |
| 16        | Adrian Nestorovic      | Yamaha       | 16                     | 18                | 10                    | 9                 | 11                   | 15                     | 9                   | 23                | 11                 | 13                    | 34    |
| 17        | Franco Morbidelli      | Yamaha       |                        | 4                 | Rit                   |                   |                      |                        |                     | 6                 |                    | 7                     | 32    |
| 18        | Joshua Elliott         | Yamaha       | 11                     | 14                | 11                    | 13                | 14                   | 9                      | 8                   |                   | 16                 | Rit                   | 32    |
| 19        | Nicola Jr. Morrentino  | Yamaha       |                        |                   | 4                     |                   |                      |                        |                     | 4                 |                    |                       | 26    |
| 20        | Riccardo Cecchini      | Triumph      | 20                     | 19                | 6                     |                   | 13                   |                        | Rit                 | Rit               | Rit                | 9                     | 20    |
| 21        | Mircea Vrajitoru       | Yamaha       | 19                     | 17                | 7                     | 18                | 16                   |                        | 11                  | Rit               | 10                 |                       | 20    |
| 22        | Luca Vitali            | Yamaha       |                        | 7                 | Rit                   |                   |                      |                        |                     | 22                |                    | 8                     | 17    |
| 23        | Nelson Major           | Yamaha       | Rit                    | 8                 | 13                    | 19                | Rit                  | 11                     |                     |                   |                    |                       | 16    |
| 24        | Federico Dittadi       | Yamaha       |                        | 11                | Rit                   |                   |                      |                        |                     | 8                 |                    |                       | 13    |
| 25        | Christian Gamarino     | Kawasaki     | Rit                    | Rit               | 9                     | 14                | Rit                  | Rit                    | 14                  | 15                | 25                 | Rit                   | 12    |
| 26        | Robin Mulhauser        | Yamaha       |                        |                   |                       |                   |                      |                        |                     | 17                | 5                  |                       | 11    |
| 27        | Mathieu Marchal        | Yamaha       |                        |                   |                       |                   |                      |                        |                     |                   | 7                  | 15                    | 10    |
| 28        | Joey Pascarella        | Honda        |                        |                   | 8                     |                   |                      |                        |                     | 14                |                    |                       | 10    |
| 29        | Christophe Ponsson     | Yamaha       | 13                     | 23                | 15                    | 20                | 21                   | 17                     | 17                  | 24                | 22                 | 10                    | 10    |
| 30        | Federico Monti         | Yamaha       |                        |                   |                       |                   |                      |                        |                     | 11                | 13                 | 17                    | 8     |
| 31        | Gregory Di Carlo       | Yamaha       |                        |                   |                       |                   |                      |                        |                     |                   | 9                  | Rit                   | 7     |
| 32        | Richard De Tournay     | Yamaha       |                        |                   |                       |                   | 15                   |                        |                     |                   | Rit                | 12                    | 5     |
| 33        | Sébastien Suchet       | Honda        |                        |                   |                       |                   |                      |                        |                     |                   | 12                 |                       | 4     |
| 34        | Clement Chevrier       | Triumph      |                        |                   |                       | 12                |                      |                        |                     |                   |                    |                       | 4     |
| 35        | Gennaro Antonio Romano | Yamaha       |                        |                   | 12                    |                   |                      |                        |                     |                   |                    |                       | 4     |
| 36        | Austin Dehaven         | Yamaha       | 12                     | 22                | Rit                   | Rit               | 18                   | 16                     |                     |                   |                    |                       | 4     |
| 37        | Josh Wainwright        | Suzuki       |                        |                   |                       |                   |                      | 14                     |                     |                   |                    |                       | 2     |
| 38        | Tristan Lentink        | Honda        | 14                     | 24                | 19                    | 21                | 20                   | Rit                    | Rit                 | 29                | 21                 | 22                    | 2     |
| 39        | Kevin Szalai           | Yamaha       |                        |                   |                       |                   |                      |                        |                     |                   | 15                 |                       | 1     |
| Posizione | Pilota                 | Motocicletta | Paesi Bassi (bandiera) | Italia (bandiera) | San Marino (bandiera) | Spagna (bandiera) | Rep. Ceca (bandiera) | Regno Unito (bandiera) | Germania (bandiera) | Italia (bandiera) | Francia (bandiera) | Portogallo (bandiera) | Punti |

| Legenda | 1º posto        | 2º posto            | 3º posto            | A punti      | Senza punti        | Grassetto=Pole position Corsivo=Giro più veloce |
| Legenda | Gara non valida | Non qual./Non part. | Ritirato/Non class. | Squalificato | "-" Dato non disp. | Grassetto=Pole position Corsivo=Giro più veloce |

## Sistema di punteggio
| Pos.  | 1  | 2  | 3  | 4  | 5  | 6  | 7 | 8 | 9 | 10 | 11 | 12 | 13 | 14 | 15 | 16> |
| ----- | -- | -- | -- | -- | -- | -- | - | - | - | -- | -- | -- | -- | -- | -- | --- |
| Punti | 25 | 20 | 16 | 13 | 11 | 10 | 9 | 8 | 7 | 6  | 5  | 4  | 3  | 2  | 1  | 0   |